# Супертраулер
Супертраулер — разновидность рыболовных траулеров особо крупных размеров для ведения самостоятельного промысла в отдалённых районах моря. Как класс судов, супертраулеры выделились в конце 60-х годов XX века.

## Особенности
Супертраулеры отличаются промысловым оснащением увеличенной мощности, например ваерными лебёдками с тяговым усилием до 160—200 кН и канатоёмкостью до 3000 — 5000 метров. Переработка улова на них осуществляется специальным комплексом рыбообрабатывающего оборудования производительностью до 60 — 80 тонн в сутки в составе которого имеются утилизационные установки для производства из отходов рыбьего жира и рыбной муки. Для хранения продуктов переработки на супертраулерах обустраиваются рефрижераторные трюмы повышенной вместимости (до 2000 — 3500 м³) с морозильными системами.
Экипаж типичного супертраулера состоит из 90 — 110 человек, длина — от 100 до 130 метров, водоизмещение 6 000 — 10 000 тонн, скорость 14 — 17 узлов, мощность энергетической установки 6800 — 10 900 кВт. Обычно суда такого типа имеют повышенную дальность плавания, которая может превышать 6000—8000 морских миль.